# 2015-ös Formula–1 kanadai nagydíj
A kanadai nagydíj volt a 2015-ös Formula–1 világbajnokság hetedik futama, amelyet 2015. június 5. és június 7. között rendeztek meg a montréali Circuit Gilles Villeneuve-ön.

## Szabadedzések

### Első szabadedzés
A kanadai nagydíj első szabadedzését június 5-én, pénteken délelőtt tartották.
| helyezés | versenyző        | csapat/motor         | elért idő | különbség | futott kör |
| -------- | ---------------- | -------------------- | --------- | --------- | ---------- |
| 1        | Lewis Hamilton   | Mercedes             | 1:16,212  | −         | 34         |
| 2        | Nico Rosberg     | Mercedes             | 1:16,627  | +0,415    | 38         |
| 3        | Romain Grosjean  | Lotus-Mercedes       | 1:17,721  | +1,509    | 35         |
| 4        | Nico Hülkenberg  | Force India-Mercedes | 1:17,871  | +1,659    | 34         |
| 5        | Sebastian Vettel | Ferrari              | 1:17,905  | +1,693    | 25         |
| 6        | Felipe Massa     | Williams-Mercedes    | 1:17,985  | +1,773    | 28         |
| 7        | Danyiil Kvjat    | Red Bull-Renault     | 1:18,021  | +1,809    | 30         |
| 8        | Pastor Maldonado | Lotus-Mercedes       | 1:18,026  | +1,814    | 41         |
| 9        | Fernando Alonso  | McLaren-Honda        | 1:18,128  | +1,916    | 34         |
| 10       | Max Verstappen   | Toro Rosso-Renault   | 1:18,257  | +2,045    | 24         |
| 11       | Valtteri Bottas  | Williams-Mercedes    | 1:18,325  | +2,113    | 40         |
| 12       | Kimi Räikkönen   | Ferrari              | 1:18,439  | +2,227    | 26         |
| 13       | Sergio Pérez     | Force India-Mercedes | 1:18,503  | +2,291    | 28         |
| 14       | Daniel Ricciardo | Red Bull-Renault     | 1:18,775  | +2,563    | 24         |
| 15       | Jenson Button    | McLaren-Honda        | 1:18,786  | +2,574    | 25         |
| 16       | Felipe Nasr      | Sauber-Ferrari       | 1:18,948  | +2,736    | 30         |
| 17       | Carlos Sainz Jr. | Toro Rosso-Renault   | 1:19,065  | +2,853    | 23         |
| 18       | Marcus Ericsson  | Sauber-Ferrari       | 1:19,165  | +2,953    | 32         |
| 19       | Roberto Merhi    | Manor-Ferrari        | 1:20,616  | +4,404    | 33         |
| 20       | Will Stevens     | Manor-Ferrari        | 1:20,624  | +4,412    | 27         |

### Második szabadedzés
A kanadai nagydíj második szabadedzését június 5-én, pénteken délután tartották, részben esős körülmények között.
| helyezés | versenyző        | csapat/motor         | elért idő | különbség | futott kör |
| -------- | ---------------- | -------------------- | --------- | --------- | ---------- |
| 1        | Lewis Hamilton   | Mercedes             | 1:15,988  | −         | 22         |
| 2        | Sebastian Vettel | Ferrari              | 1:16,304  | +0,316    | 19         |
| 3        | Kimi Räikkönen   | Ferrari              | 1:16,310  | +0,322    | 20         |
| 4        | Nico Rosberg     | Mercedes             | 1:16,440  | +0,452    | 22         |
| 5        | Pastor Maldonado | Lotus-Mercedes       | 1:16,600  | +0,612    | 15         |
| 6        | Valtteri Bottas  | Williams-Mercedes    | 1:16,849  | +0,861    | 18         |
| 7        | Romain Grosjean  | Lotus-Mercedes       | 1:16,864  | +0,876    | 15         |
| 8        | Felipe Massa     | Williams-Mercedes    | 1:17,041  | +1,053    | 19         |
| 9        | Danyiil Kvjat    | Red Bull-Renault     | 1:17,092  | +1,104    | 10         |
| 10       | Daniel Ricciardo | Red Bull-Renault     | 1:17,111  | +1,123    | 16         |
| 11       | Nico Hülkenberg  | Force India-Mercedes | 1:17,120  | +1,132    | 15         |
| 12       | Marcus Ericsson  | Sauber-Ferrari       | 1:17,261  | +1,273    | 17         |
| 13       | Carlos Sainz Jr. | Toro Rosso-Renault   | 1:17,318  | +1,330    | 23         |
| 14       | Sergio Pérez     | Force India-Mercedes | 1:17,367  | +1,379    | 20         |
| 15       | Fernando Alonso  | McLaren-Honda        | 1:17,627  | +1,639    | 21         |
| 16       | Max Verstappen   | Toro Rosso-Renault   | 1:17,657  | +1,669    | 23         |
| 17       | Felipe Nasr      | Sauber-Ferrari       | 1:17,751  | +1,763    | 21         |
| 18       | Jenson Button    | McLaren-Honda        | 1:18,135  | +2,147    | 20         |
| 19       | Roberto Merhi    | Manor-Ferrari        | 1:19,531  | +3,543    | 15         |
| 20       | Will Stevens     | Manor-Ferrari        | 1:19,734  | +3,746    | 13         |

### Harmadik szabadedzés
A kanadai nagydíj harmadik szabadedzését június 6-án, szombaton délelőtt tartották.
| helyezés | versenyző        | csapat/motor         | elért idő | különbség | futott kör |
| -------- | ---------------- | -------------------- | --------- | --------- | ---------- |
| 1        | Nico Rosberg     | Mercedes             | 1:15,660  | −         | 17         |
| 2        | Kimi Räikkönen   | Ferrari              | 1:16,233  | +0,573    | 20         |
| 3        | Romain Grosjean  | Lotus-Mercedes       | 1:16,772  | +1,112    | 14         |
| 4        | Valtteri Bottas  | Williams-Mercedes    | 1:16,914  | +1,254    | 17         |
| 5        | Sergio Pérez     | Force India-Mercedes | 1:16,993  | +1,333    | 16         |
| 6        | Danyiil Kvjat    | Red Bull-Renault     | 1:17,021  | +1,361    | 19         |
| 7        | Felipe Massa     | Williams-Mercedes    | 1:17,122  | +1,462    | 18         |
| 8        | Sebastian Vettel | Ferrari              | 1:17,197  | +1,537    | 18         |
| 9        | Carlos Sainz Jr. | Toro Rosso-Renault   | 1:17,396  | +1,736    | 25         |
| 10       | Pastor Maldonado | Lotus-Mercedes       | 1:17,573  | +1,913    | 12         |
| 11       | Marcus Ericsson  | Sauber-Ferrari       | 1:17,578  | +1,918    | 21         |
| 12       | Nico Hülkenberg  | Force India-Mercedes | 1:17,876  | +2,216    | 14         |
| 13       | Daniel Ricciardo | Red Bull-Renault     | 1:17,892  | +2,232    | 18         |
| 14       | Felipe Nasr      | Sauber-Ferrari       | 1:18,446  | +2,786    | 12         |
| 15       | Jenson Button    | McLaren-Honda        | 1:18,473  | +2,813    | 18         |
| 16       | Max Verstappen   | Toro Rosso-Renault   | 1:18,492  | +2,832    | 18         |
| 17       | Will Stevens     | Manor-Ferrari        | 1:19,822  | +4,162    | 16         |
| 18       | Fernando Alonso  | McLaren-Honda        | 1:19,874  | +4,214    | 3          |
| 19       | Roberto Merhi    | Manor-Ferrari        | 1:20,231  | +4,571    | 16         |
| 20       | Lewis Hamilton   | Mercedes             | 1:21,492  | +5,832    | 9          |

## Időmérő edzés
A kanadai nagydíj időmérő edzését június 6-án, szombaton futották.
| helyezés              | rajtszám | versenyző        | csapat/motor         | 1. rész    | 2. rész  | 3. rész  | rajthely | futott kör |
| --------------------- | -------- | ---------------- | -------------------- | ---------- | -------- | -------- | -------- | ---------- |
| 1                     | 44       | Lewis Hamilton   | Mercedes             | 1:15,895   | 1:14,661 | 1:14,393 | 1        | 21         |
| 2                     | 6        | Nico Rosberg     | Mercedes             | 1:15,893   | 1:14,673 | 1:14,702 | 2        | 19         |
| 3                     | 7        | Kimi Räikkönen   | Ferrari              | 1:16,259   | 1:15,348 | 1:15,014 | 3        | 19         |
| 4                     | 77       | Valtteri Bottas  | Williams-Mercedes    | 1:16,552   | 1:15,506 | 1:15,102 | 4        | 18         |
| 5                     | 8        | Romain Grosjean  | Lotus-Mercedes       | 1:15,833   | 1:15,187 | 1:15,194 | 5        | 20         |
| 6                     | 13       | Pastor Maldonado | Lotus-Mercedes       | 1:16,098   | 1:15,622 | 1:15,329 | 6        | 26         |
| 7                     | 27       | Nico Hülkenberg  | Force India-Mercedes | 1:16,186   | 1:15,706 | 1:15,614 | 7        | 21         |
| 8                     | 26       | Danyiil Kvjat    | Red Bull-Renault     | 1:16,415   | 1:15,891 | 1:16,079 | 8        | 27         |
| 9                     | 3        | Daniel Ricciardo | Red Bull-Renault     | 1:16,410   | 1:16,006 | 1:16,114 | 9        | 23         |
| 10                    | 11       | Sergio Pérez     | Force India-Mercedes | 1:16,827   | 1:15,974 | 1:16,336 | 10       | 23         |
| 11                    | 55       | Carlos Sainz Jr. | Toro Rosso-Renault   | 1:16,611   | 1:16,042 |          | 11       | 19         |
| 12                    | 33       | Max Verstappen   | Toro Rosso-Renault   | 1:16,361   | 1:16,245 |          | 19[1]    | 20         |
| 13                    | 9        | Marcus Ericsson  | Sauber-Ferrari       | 1:16,796   | 1:16,262 |          | 12       | 20         |
| 14                    | 14       | Fernando Alonso  | McLaren-Honda        | 1:17,012   | 1:16,276 |          | 13       | 18         |
| 15                    | 12       | Felipe Nasr      | Sauber-Ferrari       | 1:16,968   | 1:16,620 |          | 14       | 18         |
| 16                    | 5        | Sebastian Vettel | Ferrari              | 1:17,344   |          |          | 18[2]    | 6          |
| 17                    | 19       | Felipe Massa     | Williams-Mercedes    | 1:17,886   |          |          | 15       | 9          |
| 18                    | 98       | Roberto Merhi    | Manor-Ferrari        | 1:19,133   |          |          | 16       | 11         |
| 19                    | 28       | Will Stevens     | Manor-Ferrari        | 1:19,157   |          |          | 17       | 10         |
| 107%-os idő: 1:21,141 |          |                  |                      |            |          |          |          |            |
| nk[3]                 | 22       | Jenson Button    | McLaren-Honda        | idő nélkül |          |          | 20       | 0          |

Megjegyzés:
- ↑ 1:  — Max Verstappen az előző futamról hozott egy 5 rajthelyes büntetést, továbbá egy ötödik, új erőforrást kellett beszerelni az autójába, ezzel pedig túllépte az engedélyezett 4 erőforrás/év keretet, amiért 10 rajthelyes büntetés jár, így összességében 15 hellyel hátrábbról, azaz a mezőny végéről kellett elrajtolnia.[2]
- ↑ 2:  — Sebastian Vettel a harmadik szabadedzésen piros zászló hatálya alatt előzte meg Roberto Merhit, ezért az időmérő edzés után utólag 5 rejthelyes büntetést kapott.[3]
- ↑ 3:  — Jenson Button műszaki hiba miatt nem tudott részt venni az időmérő edzésen, de megkapta a rejtengedélyt a futamra.[4][5]

## Futam
A kanadai nagydíj futama június 7-én, vasárnap rajtolt.
| helyezés | rajtszám | versenyző        | csapat/motor         | futott kör | idő/kiesés oka | rajthely | pont |
| -------- | -------- | ---------------- | -------------------- | ---------- | -------------- | -------- | ---- |
| 1        | 44       | Lewis Hamilton   | Mercedes             | 70         | 1:31:53,145    | 1        | 25   |
| 2        | 6        | Nico Rosberg     | Mercedes             | 70         | +2,285         | 2        | 18   |
| 3        | 77       | Valtteri Bottas  | Williams-Mercedes    | 70         | +40,666        | 4        | 15   |
| 4        | 7        | Kimi Räikkönen   | Ferrari              | 70         | +45,625        | 3        | 12   |
| 5        | 5        | Sebastian Vettel | Ferrari              | 70         | +49,903        | 18       | 10   |
| 6        | 19       | Felipe Massa     | Williams-Mercedes    | 70         | +56,381        | 15       | 8    |
| 7        | 13       | Pastor Maldonado | Lotus-Mercedes       | 70         | +66,664        | 6        | 6    |
| 8        | 27       | Nico Hülkenberg  | Force India-Mercedes | 69         | +1 kör         | 7        | 4    |
| 9        | 26       | Danyiil Kvjat    | Red Bull-Renault     | 69         | +1 kör         | 8        | 2    |
| 10[1]    | 8        | Romain Grosjean  | Lotus-Mercedes       | 69         | +1 kör         | 5        | 1    |
| 11       | 11       | Sergio Pérez     | Force India-Mercedes | 69         | +1 kör         | 10       |      |
| 12       | 55       | Carlos Sainz Jr. | Toro Rosso-Renault   | 69         | +1 kör         | 11       |      |
| 13       | 3        | Daniel Ricciardo | Red Bull-Renault     | 69         | +1 kör         | 9        |      |
| 14       | 9        | Marcus Ericsson  | Sauber-Ferrari       | 69         | +1 kör         | 12       |      |
| 15       | 33       | Max Verstappen   | Toro Rosso-Renault   | 69         | +1 kör         | 19       |      |
| 16       | 12       | Felipe Nasr      | Sauber-Ferrari       | 68         | +2 kör         | 14       |      |
| 17       | 28       | Will Stevens     | Manor-Ferrari        | 66         | +4 kör         | 17       |      |
| ki       | 98       | Roberto Merhi    | Manor-Ferrari        | 56         | kardántengely  | 16       |      |
| ki       | 22       | Jenson Button    | McLaren-Honda        | 53         | kipufogó       | 20       |      |
| ki       | 14       | Fernando Alonso  | McLaren-Honda        | 43         | erőforrás      | 13       |      |

Megjegyzés:
- ↑ 1:  — Romain Grosjean utólag 5 másodperces büntetést kapott a Will Stevens-szel történt balesetéért, ám ez nem befolyásolta helyezését.[6]

## A világbajnokság állása a verseny után
| H   | Versenyzők       | Pont | H   | Konstruktőrök        | Pont |
| --- | ---------------- | ---- | --- | -------------------- | ---- |
| 1.  | Lewis Hamilton   | 151  | 1.  | Mercedes             | 285  |
| 2.  | Nico Rosberg     | 134  | 2.  | Ferrari              | 180  |
| 3.  | Sebastian Vettel | 108  | 3.  | Williams-Mercedes    | 104  |
| 4.  | Kimi Räikkönen   | 72   | 4.  | Red Bull-Renault     | 54   |
| 5.  | Valtteri Bottas  | 57   | 5.  | Lotus-Mercedes       | 23   |
| 6.  | Felipe Massa     | 47   | 6.  | Sauber-Ferrari       | 21   |
| 7.  | Daniel Ricciardo | 35   | 7.  | Force India-Mercedes | 21   |
| 8.  | Danyiil Kvjat    | 19   | 8.  | Toro Rosso-Renault   | 15   |
| 9.  | Romain Grosjean  | 17   | 9.  | McLaren-Honda        | 4    |
| 10. | Felipe Nasr      | 16   | 10. | Manor-Ferrari        | 0    |

(A teljes táblázat)

## Statisztikák
- Vezető helyen:
  - Lewis Hamilton: 69 kör (1-28) és (30-70)
  - Nico Rosberg: 1 kör (29)
- Lewis Hamilton 44. pole-pozíciója és 37. győzelme.
- Kimi Räikkönen 42. leggyorsabb köre.
- A Mercedes 35. győzelme.
- Lewis Hamilton 77., Nico Rosberg 33., Valtteri Bottas 7. dobogós helyezése.